# Episodi di Michael Shayne (serie televisiva)

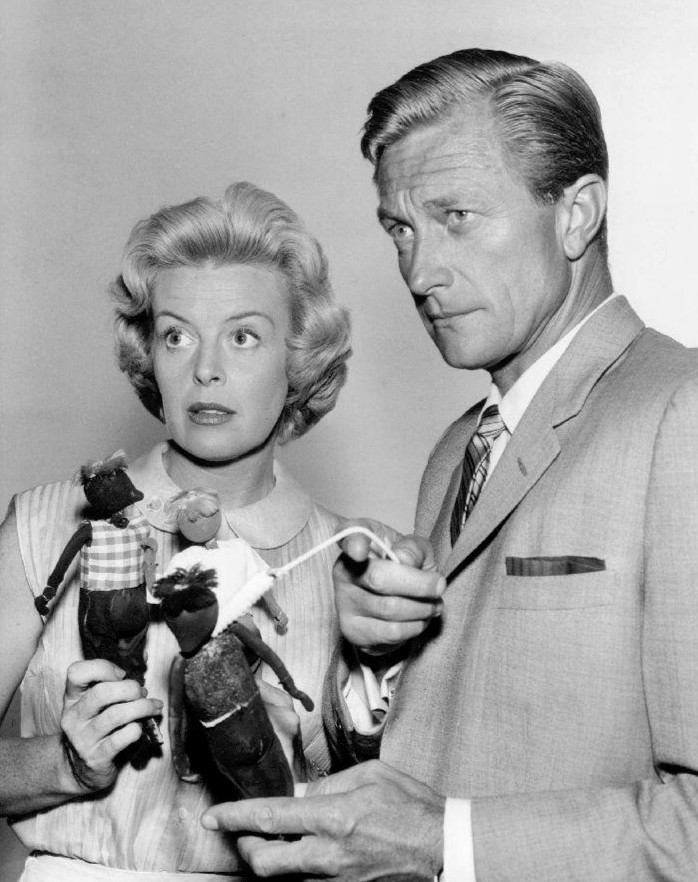
Patricia Donahue (Lucy Hamilton) e Richard Denning (Michael Shayne) in una scena del primo episodio della serie, Dolls Are Deadly (1960)

La prima e unica stagione della serie televisiva Michael Shayne venne trasmessa in anteprima negli Stati Uniti d'America dal 30 settembre 1960 al 19 maggio 1961 sulla rete televisiva NBC.
| nº | Titolo originale            | Prima TV USA      |
| -- | --------------------------- | ----------------- |
| 0  | Three Men on a Raft         | 28 settembre 1958 |
| 1  | Dolls Are Deadly            | 30 settembre 1960 |
| 2  | A Night with Nora           | 7 ottobre 1960    |
| 3  | Die Like a Dog              | 14 ottobre 1960   |
| 4  | Framed in Blood             | 28 ottobre 1960   |
| 5  | Call for Michael Shayne     | 4 novembre 1960   |
| 6  | Shoot the Works             | 11 novembre 1960  |
| 7  | The Poison Pen Club         | 18 novembre 1960  |
| 8  | This Is It, Michael Shayne  | 25 novembre 1960  |
| 9  | Blood on Biscayne Bay       | 2 dicembre 1960   |
| 10 | Murder Plays Charades       | 9 dicembre 1960   |
| 11 | Murder and the Wanton Bride | 16 dicembre 1960  |
| 12 | Death Selects the Winner    | 23 dicembre 1960  |
| 13 | Murder in Wonderland        | 30 dicembre 1960  |
| 14 | The Man with a Cane         | 6 gennaio 1961    |
| 15 | Spotlight on a Corpse       | 13 gennaio 1961   |
| 16 | Murder 'Round My Wrist      | 20 gennaio 1961   |
| 17 | The Badge                   | 27 gennaio 1961   |
| 18 | The Heiress                 | 3 febbraio 1961   |
| 19 | Final Settlement            | 10 febbraio 1961  |
| 20 | Four Lethal Ladies          | 17 febbraio 1961  |
| 21 | The Ancient Art of Murder   | 24 febbraio 1961  |
| 22 | Murder at the Convention    | 3 marzo 1961      |
| 23 | Strike Out                  | 10 marzo 1961     |
| 24 | Murder Is a Fine Art        | 17 marzo 1961     |
| 25 | The Body Beautiful          | 24 marzo 1961     |
| 26 | Marriage Can Be Fatal       | 31 marzo 1961     |
| 27 | The Boat Caper              | 7 aprile 1961     |
| 28 | Date with Death             | 14 aprile 1961    |
| 29 | The Trouble with Ernie      | 21 aprile 1961    |
| 30 | No Shroud for Shayne        | 5 maggio 1961     |
| 31 | It Takes a Heap o' Dying    | 12 maggio 1961    |
| 32 | Dead Air                    | 19 maggio 1961    |

## Three Men on a Raft
- Prima trasmissione: 28 settembre 1958 (episodio pilota, 30 min.)
- Regia: Charles Van Enger
- Sceneggiatura: Steve Fisher

## Dolls Are Deadly
- Prima trasmissione: 30 settembre 1960
- Regia: Paul Stewart
- Sceneggiatura: Robert J. Shaw

### Trama
Michael Shayne, mentre si appresta a godersi un fine settimana di relax a pesca con l'amico Sylvester, è chiamato a indagare sul caso di un sicario di un boss del crimine che ha ricevuto due bambole voodoo: una pugnalata al cuore con uno spillo nero, e l'altra con un cappio al collo. Spaventato a morte, il sicario chiede aiuto a Shayne, ma lui rifiuta. In breve tempo, però, altre persone vengono trovate uccise: un gangster di piccolo cabotaggio, un turista cubano proprietario di una potente barca a motore, lo stesso sicario e il suo amico Sylvester. Quando Linda Harper, un'affascinante casalinga, riceve la bambola voodoo, Michael intuisce che è lei la prossima vittima designata e inizia a proteggerla. Indagando, scopre che la maggiore sospettata è madame Svoboda, una medium che organizza sedute spiritiche per i turisti.
- Interpreti: Howard Caine (Sylvester), Jack Albertson (Ed Wagner), Whitney Blake (Linda Harper), Eleanor Audley, Don DeFore, Larkin Ford, Abel Franco, Ned Glass, Michael Keep, Carmen Phillips, Madame Spivy (madame Svoboda), Sandra White

## A Night with Nora
- Prima trasmissione: 7 ottobre 1960
- Regia: Paul Stewart
- Sceneggiatura: sconosciuto

### Trama
Michael Shayne rimane sorpreso quando, sonnecchiando, sente un intruso sgattaiolare fuori dalla porta, spogliarsi e infilarsi nel suo letto. Quando accende la luce, si trova di fronte Nora Carroll, una signora (ancora più stupita di lui) che ha stabilito da poco la residenza a Miami, convinta di trovarsi accanto suo marito, dal quale comunque desidera divorziare. Sale al piano di sopra, nella sua stanza "effettiva", e trova il consorte assassinato. Shayne indaga sull'omicidio sospettando che qualcuno abbia dato intenzionalmente un'informazione falsa a Nora per compiere il crimine ma è riluttante a fornire un alibi in pasto alla stampa poiché ciò comporta provare che la donna sia entrata nella sua camera da letto completamente nuda. Deve però farlo, per permettere al colpevole di uscire allo scoperto.
- Interpreti: Alexis Smith (Nora Carroll), Everett Sloane (Mike)

## Die Like a Dog
- Prima trasmissione: 14 ottobre 1960
- Regia: sconosciuto
- Sceneggiatura: sconosciuto

### Trama
Di prima mattina Michael Shayne riceve nel suo ufficio la visita di Henrietta Rogell, una cliente facoltosa, che gli riferisce che suo fratello John è deceduto due giorni prima. Il medico legale ha stabilito che si tratta di attacco cardiaco, ma lei è convinta sia stato avvelenato e assume l'investigatore. Michael, indagando, scopre che Daffy, l'amatissimo cane pechinese della moglie di John Rogell, Anita, viene trovato morto avvelenato poiché nella sua zuppa qualcuno ha messo la stricnina. Ciascuno dei componenti della famiglia (che si accusano tra di loro) ha un buon movente per aver escluso John Rogell da una eredità milionaria. Shayne si rende conto che per ottenere l'unica prova per incastrare l'assassino sia necessario dissotterrare la salma del cane.
- Interpreti: Julie London (Anita), Kathryn Givney (Henrietta Rogell), Lurene Tuttle (Elizabeth Blair)

## Framed in Blood
- Prima trasmissione: 28 ottobre 1960
- Regia: Gerald Mayer
- Sceneggiatura: Don Brinkley

### Trama
Il giornalista Ned Brooks viene trovato assassinato e le prove indicano il colpevole in Tim Rourke, anche se si sospetta che l'uomo politico Jim Gardena sia anche lui implicato in qualche modo.
- Interpreti: Joseph Ruskin (Jim Gardena), Christine White (Betty Jackson), Lola Albright (Marie Leonard), Rory Harrity (Ned Brooks)

## Call for Michael Shayne
- Prima trasmissione: 4 novembre 1960
- Regia: Robert Florey
- Sceneggiatura: Alfred Terego

### Trama
Michael Shayne viene assunto per investigare su una morte sospetta che la polizia ha già giudicato accidentale. Quando le sue indagini minacciano la campagna elettorale di un aspirante procuratore di stato e le carriere di un medico di spicco e di un investigatore assicurativo che ha approvato la richiesta di un pagamento sospetto, Shayne viene picchiato, drogato e accusato dell'omicidio.
- Interpreti: Fay Spain (Marge Jerome), Eduard Franz (Dr. Thomas Thompson), Ross Elliott (Roger Morgan), William Schallert (Arthur Devlin), Gregory Morton (Burt Masters), Allison Hayes (Maureen Boyle), Gloria Blondell (Gloria LaDonna), Hank Patterson (manager), Gloria Robertson (Janet Brice), Ted Thorpe (Ellis), John Close (Jackson)

## Shoot the Works
- Prima trasmissione: 11 novembre 1960
- Regia: Gerald Mayer
- Sceneggiatura: Richard Levinson, William Link

### Trama
Lucy Hamilton chiede a Michael di indagare sull'omicidio del marito di una sua amica; coniuge apparentemente amorevole, è stato scoperto con le sue valigie, due biglietti aerei per Parigi in tasca e una lettera d'amore che giaceva accanto al suo corpo. Shayne scopre che dalla cassaforte dell'ufficio mancano 100.000 dollari in obbligazioni negoziabili e che parenti e conoscenti del morto hanno un movente plausibile per l'omicidio.
- Interpreti: Philip Carey (Brad Harper), Kent Smith (Kenneth Russell), Lori March (Helen Wheeler), Edward Mallory (Bob Price), Midge Ware (Lois Fuller), Ben Wright (Armand), Bill Erwin (Landlord), Clarence Lung (ragazzo tuttofare), Diane Strom (receptionist), Johnny Seven (Lew Fuller)

## The Poison Pen Club
- Prima trasmissione: 18 novembre 1960
- Regia: Paul Stewart
- Sceneggiatura: sconosciuto

### Trama
Uno scrittore di romanzi gialli assume Michael Shayne per fargli rintracciare lettere scritte con penne intrise di inchiostro avvelenato che accusano i docenti del college di vari crimini e minacciano di smascherarli.
- Interpreti: Betsy Jones-Moreland (Ellen), John Banner (Dr. Hess), Kaaren Verne (Flora), David Lewis (Dean Norman Aldrich), Alan Reed (Mr. Johnson), Alan Reed Jr. (Eddie Johnson), Mitzi McWhorter (segretaria del college), Jody Warner, Marlo Ryan, Tracy Olsen (studentesse del college)

## This Is It, Michael Shayne
- Prima trasmissione: 25 novembre 1960
- Regia: Robert Florey
- Sceneggiatura: Brett Halliday, Richard Levinson, William Link

### Trama
Michael Shayne si rammarica di aver preso un giorno libero per andare a pescare quando scopre che una sua aspirante cliente, giornalista investigativa rampante, che aveva implorato urgentemente la sua assistenza, è stata assassinata prima che potesse contattarlo. Prendendo di petto il caso, ignora la corretta procedura e inizia per conto proprio l'indagine sul suo omicidio. Scopre che un racket del gioco d'azzardo, il marito separato e un uomo che l'accusava di ricatto avevano tutti un buon motivo per ucciderla.
- Interpreti: Julie Adams (Beatrice Drake), Vaughn Taylor (Leonard Harsh), Alan Baxter (Kurt Emory), Michael Pate (Leo Gannet), Hillary Brooke (Greta Morgan), Michael T. Mikler (Victor), Gerald Trump (Page), Russell Custer (ufficiale di polizia), Whitey Hughes (inserviente), Murray Pollack, Bernard Sell (proprietari dell'albergo)

## Blood on Biscayne Bay
- Prima trasmissione: 2 dicembre 1960
- Regia: Paul Stewart
- Sceneggiatura: Ted Leighton

### Trama
Shayne viene assunto da una donna per vendere rapidamente una preziosa collana di perle e utilizzare il ricavato per saldare un suo debito di gioco. Quando Shayne decide di fare pressione sul proprietario del club di gioco affinché gli riconsegni gratuitamente la cambiale, è sorpreso quando la sua cliente reagisce con rabbia. Michael scopre che il debito di gioco era solo uno stratagemma: la donna è infatti implicata in ricatti e omicidi con sospetti che includono suo cognato, l'avvocato del casinò, un suo ex fidanzato e uno squallido avvocato divorzista.
- Interpreti: Mona Freeman (Christine Hudson), Gilbert Green (David Norris), Burt Douglas (Floyd Hudson), Harry Bartell (Joe Barbizon), Robert Knapp (Arthur Hudson), Tracey Roberts (Estelle Norris), Dinah Anne Rogers (Natalie), Harry Cooper (Angus Brown), Tipp McClure (Tip), Laurence Haddon (Hood), Maidie Norman (cameriera), Charlott Knight (donna delle pulizie)

## Murder Plays Charades
- Prima trasmissione: 9 dicembre 1960
- Regia: Paul Stewart
- Sceneggiatura: Don Ingalls

### Trama
Michael viene assunto per indagare sull'omicidio di Voltane, un mago che appare a un evento di beneficenza. Presto scopre che il mago e la sua affascinante assistente, Kara, erano sposati e contemporaneamente impegnati in relazioni extraconiugali. La sua lista di sospetti si allarga agli uomini e alle donne che si cimentano con la gente dello spettacolo, il fidanzato geloso e la fidanzata di coloro che operavano con Voltane e sua moglie e un ex mago con il quale Voltane aveva avuto in precedenza una burrascosa relazione.
- Interpreti: Eduardo Ciannelli (Angelo Zambroni), Faith Domergue (Kara Voltane), John Considine (Bruno Zambroni), Robert Brubaker (Dr. Arthur Harris), John Van Dreelen (Voltane), Marianne Stewart (Emily Tallen), Sue Randall (Georgia), Chris Alcaide (Gus Hartman), Henry Hunter (ufficiale comandante), Constance Cavendish (infermiera), Lee Bergere (Ned Webster)

## Murder and the Wanton Bride
- Prima trasmissione: 16 dicembre 1960
- Regia: Gerald Mayer
- Sceneggiatura: William F. Leicester

### Trama
Un uomo viene trovato assassinato in un vicolo. L'unico indizio sulla sua identità è una nota scarabocchiata all'interno della copertina di una scatola di fiammiferi riguardante un appuntamento con Shayne alle nove di mattina del giorno successivo. Dal momento che Michael non aveva un appuntamento del genere, e non si alza mai così presto la mattina, è intensamente interessato a scoprire chi ha ucciso il suo aspirante cliente e perché il morto pensava di aver organizzato un incontro. Quando arriva la lettera all'indirizzo sbagliato, con tanto di sostanziosa ricompensa, che richiede il suddetto appuntamento, Shayne decide di assumere il morto come cliente per scovare il responsabile.
- Interpreti: Beverly Garland (Elaine Barstow), Fred Beir (Dave Barstow), Shirley Ballard (Belle Carson), Robert Ellenstein (Curly Buford), John Clarke (Nat Loomis), Percy Helton (direttore del motel), Byron Morrow (William Carson), Tom Holland (inserviente dell'hotel), Jackie Russell (Cathy Monroe), Barry Brooks (chauffer)

## Death Selects the Winner
- Prima trasmissione: 23 dicembre 1960
- Regia: Gerald Mayer
- Sceneggiatura: Don Brinkley

### Trama
Un addetto stampa cerca di assumere Shayne come guardia del corpo per uno dei due favoriti in un concorso di bellezza ad alto rischio, ma rifiuta l'offerta. Quando l'altro favorito viene trovato assassinato nel suo camerino, Michael accetta di rappresentare il suo benefattore, un ex mafioso che giura di aver cambiato vita. Shayne deve risolvere gli indizi che indicano diversi possibili sospetti, inclusi altri concorrenti, un uomo d'affari sull'orlo del fallimento e una guardia del corpo corrotta che potrebbe aver ingannato il suo datore di lavoro.
- Interpreti: Diana Millay (Gay Dennis), Peg La Centra (Birdie Summers), Howard Caine (Mort Kayle), Al Hodge (Bruce Godfrey), Teri Janssen (Mary Beth Wilder), Viola Harris (Hilda Lord), Olan Soule (commesso negozio di fiori), Leslie Parrish (Ellen Cook), Oscar Beregi Jr. (Rudy Bordeaux), Carol Sandifer (Sally Dean), Susan Cembrowska, Sirry Steffen (concorrenti concorso di bellezza)

## Murder in Wonderland
- Prima trasmissione: 30 dicembre 1960
- Regia: Paul Stewart
- Sceneggiatura: Richard Levinson, William Link

### Trama
Un contabile che lavora per un famigerato racket viene assassinato mentre parla al telefono con Shayne. La polizia crede che l'uomo avesse un elenco di tutti i contatti d'affari del racket, ma l'unica cosa che lui aveva nella sua valigetta chiusa a chiave era una copia del romanzo Alice nel Paese delle Meraviglie. Sebbene il capitano Gentry non trovi prove che l'elenco sia nascosto tra le pagine del libro, un delinquente rapisce Lucy Hamilton e ordina a Michael di sottrarre la copia del libro in possesso della polizia, altrimenti la segretaria bionda verrà uccisa.
- Interpreti: Anthony Caruso (Joel Moss), Carolyn Kearney (Audrey Allerton), Wesley Lau (Jerry Latimer), Al Ruscio (Rice), Betsy Hale (Mary Anne), Baruch Lumet (direttore negozio tabacchi), Herbert Lytton (Henry Allerton), Jane Burgess (donna bionda), Marianna Hill (cameriera), Frank Maxwell (tenente Wallace)

## The Man with a Cane
- Prima trasmissione: 6 gennaio 1961
- Regia: Walter Doniger
- Sceneggiatura: sconosciuto

### Trama
Lou Stephano, un ex gangster che ha tagliato i ponti con il suo passato scomodo, viene fatto segno di diversi avvertimenti e minacce. Quando scopre che qualcuno ha tentato di ucciderlo, chiede aiuto a Shayne.
- Interpreti: Thomas Gomez (Lou Stephano), Carol Eve Rossen (Joan McCall), Carol Ohmart (Sally), John Marley (Gino Cavelli), Andy Albin (secondo uomo), David Bond (direttore pompe funebri), Sam Edwards (impiegato), Charles Gray (Dr. Bill Logan), Clegg Hoyt (Teddy)

## Spotlight on a Corpse
- Prima trasmissione: 13 gennaio 1961
- Regia: Sidney Salkow
- Sceneggiatura: Palmer Thompson

### Trama
Quando un produttore cinematografico viene trovato assassinato sul set di un film, Shayne viene assunto dall'uomo che finanzia la pellicola assieme a lui per assistere la polizia nelle indagini. Shayne scopre che le attrici che lavoravano al film odiavano il morto a causa dei suoi modi lascivi, e inoltre il regista aveva risentimenti per il modo in cui il suo ruolo nella produzione è stato ridotto alla stregua di un doppiatore.
- Interpreti: Herbert Marshall (Collier Davis), Robert Lansing (Jack Howard), Constance Moore (Hazel Courtney), Ruta Lee (Naomi Lester), Alan Hewitt (Arnold Gardner), Vic Perrin (macchinista), Mary Patton (Mabel Dober), Perry Cook (Horatio), Jack Kruschen (Dimitri Markov)

## Murder 'Round My Wrist
- Prima trasmissione: 20 gennaio 1961
- Regia: Walter Doniger
- Sceneggiatura: Sol Stein, Glenn P. Wolfe

### Trama
Michael Shayne, mentre pratica la pesca subacquea, viene ferito da un colpo di fucile e, mentre si sta riprendendo, viene coinvolto in un'indagine per omicidio colposo quando il suo internista è accusato di una diagnosi errata; ha curato un ricco broker di investimenti per shock da insulina quando l'uomo in realtà non soffriva di diabete. L'investigatore scopre che molte persone avrebbero motivo di volere che la morte dell'uomo sembri una diagnosi errata: la sua ex moglie, il suo socio in affari accusato di appropriazione indebita, la sua giovane e graziosa amante che voleva porre fine alla loro relazione e il fratello dell'amante che avrebbe perso la fonte del suo reddito se sua sorella avesse sposato il morto.
- Interpreti: Charles Aidman (George Ames), Margaret Hayes (Helen Walker), Warren Oates (Frank Hobbes), Joan Marshall (Randy Hobbes), Skip Ward (Bob Keller), Barry Russo (Stuart Crane), Margie Regan (infermiera), Garry Walberg (proprietario del bar), Michael McGreevey (Eddie), Ed Prentiss (Dr. Brandon), Leonard P. Geer (Mickey Kane), David White (Tom Walker)

## The Badge
- Prima trasmissione: 27 gennaio 1961
- Regia: Paul Stewart
- Sceneggiatura: Richard Levinson, William Link

### Trama
Un sergente di polizia che credeva di essere sul punto di risolvere un caso importante è stato ucciso a colpi di arma da fuoco in una zona fatiscente di Miami. Prima di morire, ha appuntato il suo distintivo sul simbolo dei Ravens, una delle bande giovanili che operano nella zona. Will Gentry è sicuro che uno dei loro membri abbia ucciso l'ufficiale di polizia, ma i componenti della banda chiedono a Michael Shayne di scovare il vero assassino prima che la città chiuda il centro di riabilitazione che opera nel loro quartiere.
- Interpreti: Patricia Smith (Jan Taylor), Joseph Walsh (Joey Bell), Milton Selzer (Sam Rolston), Arnold Merritt (Zack), Marc Cavell (Skipper), Bernard Fein (Sid), Paula Winslowe (Rose McQuiston), Jess Kirkpatrick (sergente John McQuiston), Jonathan Bolt (First Raven)

## The Heiress
- Prima trasmissione: 3 febbraio 1961
- Regia: Sidney Salkow
- Sceneggiatura: Laurence Heath

### Trama
Carol Dane, una bella e giovane donna, assume Shayne per indagare su un uomo che ha una storia d'amore con la sua ricca madre. Michael scopre che l'amante, sebbene separato, non ha mai divorziato legalmente dalla sua precedente consorte. Prima che possa rivelare queste informazioni, il cercatore d'oro viene trovato assassinato nella tenuta della madre ricca e la polizia accusa del crimine la cameriera, Vera Dreyfus, una sopravvissuta di un campo di concentramento tedesco.
- Interpreti: Lynn Bari (Dolores), Richard Crane (Steve Trock), Ernesto Macias (Edward Stanchey), Joanne Arnold (Ellie Thomas), Dub Taylor (Fats Walker), William Kendis (Emmett Hughes), Charles Tannen (proprietario del bar), Susan Oliver (Carol Dane), Frank Albertson (David Bard), Celia Lovsky (Vera Dreyfus)

## Final Settlement
- Prima trasmissione: 10 febbraio 1961
- Regia: Paul Stewart
- Sceneggiatura: Don Brinkley

### Trama
Trina DeWitt, scrittrice di romanzi di successo, informa il marito di voler fare richiesta di divorzio. Il coniuge reagisce violentemente e nella lotta che segue, l'uomo cade sul rompighiaccio che aveva strappato dalla mano della consorte. Quando la polizia arriva sulla scena dell'incidente, non trova prove di un corpo, o addirittura di una lotta, e non è nemmeno incline a credere alla sua storia secondo cui qualcuno ha fatto irruzione nella sua cassaforte e le ha rubato tutte le sue azioni negoziabili e i gioielli.
- Interpreti: Allyn Joslyn (Murray Holt), Joanna Barnes (Nora), Patricia Huston (Trina DeWitt), Carmen Phillips (GoGo Wilder), William Bryant (Wally Faye), William Kendis (Hughes), Betty Keeney (Lady Clerk)
- Nota: È l'ultimo episodio nel quale appare il personaggio di Lucy Hamilton.

## Four Lethal Ladies
- Prima trasmissione: 17 febbraio 1961
- Regia: Sidney Salkow
- Sceneggiatura: William F. Leicester, Richard Levinson, William Link

### Trama
Marty Maxwell, un magnate ricco rimasto da solo, decide di sposare nuovamente una delle sue quattro ex mogli e invita le donne a una festa per ritrovarsi. Invita anche Michael Shayne alla festa, con il pretesto di avere le prove che una delle donne desidera di ucciderlo. Quando Maxwell, per scherzo, finge di essere avvelenato, Shayne si precipita fuori dal suo appartamento, pentendosene più tardi quando viene a sapere che il suo ex cliente era stato effettivamente assassinato durante la festa.
- Interpreti: Greta Thyssen (Greta Maxwell), Grace Lee Whitney (Ginnie Maxwell), Ina Victor (Cathy Maxwell), Stacy Harris (Howard Corbett), Roy Roberts (Marty Maxwell), John Astin (Mr. Woods), William Kendis (Hughes), Jack McCall (fattorino)
- Nota: Primo episodio dove compare il personaggio di Lucy Carr, nuova segretaria di Michael Shayne, impersonata da Margie Regan.

## The Ancient Art of Murder
- Prima trasmissione: 24 febbraio 1961
- Regia: Robert B. Sinclair
- Sceneggiatura: sconosciuto

### Trama
Il dottor Manx, un archeologo esperto di manufatti egizi, scopre che una preziosa statuetta in suo possesso, regalatagli da un suo amico, è stata rubata da poco tempo e sostituita con una replica senza valore.
- Interpreti: Parley Baer (Dr. Manx), Gil Frye (Crane), Bill Erwin (Luke), John Newton (Gino), Cyril Delevanti (Dr. Hall), Dick Wilson (Bevo)

## Murder at the Convention
- Prima trasmissione: 3 marzo 1961
- Regia: Sidney Salkow
- Sceneggiatura: John McGreevey

### Trama
Quando un detective, noto a tutti per i metodi poco ortodossi e al limite della legalità che adotta nel suo sistema investigativo, viene ucciso a un convegno di investigatori privati, c'è poco rimpianto tra i duecento partecipanti. Tuttavia, gli investigatori intraprendono rapidamente le proprie indagini sull'omicidio, con grande disgusto del tenente Will Gentry e delle forze di polizia locali.
- Interpreti: Russell Johnson (Art Thompson), Mari Aldon (Holly Marshall), Elroy Hirsch (Vic Regan), Valerie Allen (Diane Bush), Marianna Hill (Bliss Joy), Barney Phillips (George Woolery), Howard McNear (Ralph Beale), Boyd Holister (Meredith Barkley), Norman Leavitt (impiegato), Don Voyne (assistente della palestra), Dennis Patrick (Floyd Landers)

## Strike Out
- Prima trasmissione: 10 marzo 1961
- Regia: sconosciuto
- Sceneggiatura: sconosciuto

### Trama
Shayne indaga sulla morte per overdose di tranquillanti di Danny Blake, un'ex stella del baseball rimasta paralizzata in un incidente, e scopre una relazione clandestina tra la moglie di Danny, Carol e suo fratello Marty, oltre a un'appropriazione indebita di denaro.
- Interpreti: James Best (Danny Blake), Peter Baldwin (Marty Blake), Ellen Burstyn (Carol), David Lewis (Barney), Gavin MacLeod (Art), Vin Scully, Sandy Koufax, Ed Roebuck, Larry Sherry, Stan Williams (loro stessi)

## Murder Is a Fine Art
- Prima trasmissione: 17 marzo 1961
- Regia: Sidney Salkow
- Sceneggiatura: John McGreevey

### Trama
Adam Quick, un pittore che vive di espedienti, rifiuta l'offerta di Michael Shayne e Tim di pagare la sua multa per aver picchiato un odioso mercante d'arte, preferendo finire in tribunale. Tim usa i suoi contatti per presentare il lavoro di Adam a un influente collezionista d'arte, ma i suoi sforzi vengono nuovamente affondati dal mercante. Quando quest'ultimo viene trovato assassinato con Adam che giace privo di sensi sul corpo, la polizia arresta il pittore per il crimine. Michael accetta di indagare sul caso e scopre un certo numero di altre persone che volevano vedere morto il mercante d'arte.
- Interpreti: Meade Martin (Joe Demarest), Ross Martin (Adam Quick), Carol Ohmart (Claire Eiler), Donna Douglas (Dusa Quick), Burt Douglas (George Rinker), Phillip Baird (Franz Toth), Sarah Selby (Maude Henshaw), Vikki Dougan (Putzi), Michael Emmet (Paul Graves), Bart Christopher (messaggero), Richard Arlen (Vincent Rinker)

## The Body Beautiful
- Prima trasmissione: 24 marzo 1961
- Regia: Otto Lang
- Sceneggiatura: Leonard Haideman

### Trama
Shayne viene assunto da un dottore che è stato picchiato da due teppisti. Costui crede di essere stato maltrattato a causa della sua amicizia con un bodybuilder soprannominato "Hercules" che ha intenzione di ritirarsi come "uomo immagine" di una serie di palestre specializzate nel sollevamento pesi. Hercules si innamora della turbolenta sorella del dottore e quando sia il medico che la sposa vengono trovati assassinati, lui diventa il principale sospettato.
- Interpreti: Meade Martin (Joe Demarest), Pat Crowley (Louise Kirk), Denny Miller (Herb Troy), Harry Jackson (Monty Miller), Adam Stewart (Bill Kirk), John Beradino (Danny Fleck), Bobby Jordan (Mel Steele), Nancy King (Jeannie Adams), Joanne Arnold (Dodi Jameson), Dave Sands (Larry Breitman), Richard Banke (McCord), Jim Sweeney (poliziotto)

## Marriage Can Be Fatal
- Prima trasmissione: 31 marzo 1961
- Regia: Walter Doniger
- Sceneggiatura: Don Brinkley

### Trama
Vinnie Pico cerca di assumere Michael per rompere il matrimonio della sorella minore con un playboy senza scrupoli, offrendogli persino un assegno in bianco per il suo compenso. Quando Shayne rifiuta, Vinnie mette fuori combattimento l'investigatore privato. Quando il playboy viene trovato assassinato, Michael viene assunto come assistente nelle indagini e scopre che il vetro della custodia della pistola di famiglia è stato rotto da una scarpa col tacco alto.
- Interpreti: Meade Martin (Joe Demarest), Patricia Barry (Laura Endicott), Michael Forest (Vinnie Pico), Robert Harland (Freddie Endicott), Richard Banke (McCord), Paul Mantee (Barney), Howard Dayton (parcheggiatore), Nancy Rennick (Connie Pico), Barbara Nichols (Topaz McQueen)

## The Boat Caper
- Prima trasmissione: 7 aprile 1961
- Regia: Robert B. Sinclair
- Sceneggiatura: Howard Dimsdale

### Trama
Arnold Wills è molto felice quando il suo odiato socio in affari viene ucciso da un'esplosione fuori dal porto turistico di Miami, quindi i suoi amici non rimangono sorpresi quando la polizia lo arresta per omicidio. L'imputato rifiuta con ostinazione l'assistenza di Shayne, ma il detective indaga ugualmente e scopre molte prove circostanziali che indicano la colpevolezza del suo amico, probabilmente create ad arte da diverse persone che avevano una buona ragione per volere la morte dell'uomo d'affari.
- Interpreti: Meade Martin (Joe Demarest), Stephen McNally (Arnold Wills), Burt Reynolds (Jerry Turner), Maureen Leeds (Carol Pine), Joyce Meadows (Anne Wills), Richard Banke (McCord), Richard Vath (Tony Harlan), Maggie Pierce (Amanda Wills)

## Date with Death
- Prima trasmissione: 14 aprile 1961
- Regia: Otto Lang
- Sceneggiatura: Laurence Heath

### Trama
Un ubriacone riferisce a Shayne una storia su due teppisti che picchiano selvaggiamente e rapiscono un uomo che era in piedi accanto a lui sul lungomare. Michael crede alla storia del vecchio, ma la polizia è scettica fino a quando non vengono intraprese indagini sulla vita dell'alcolista e vengono trovate prove che l'uomo scomparso era collegato a un affare di armi da fuoco non andato a buon fine.
- Interpreti: Meade Martin (Joe Demarest), Richard Banke (McCord), Jack Kruschen (Harry Burke), Patricia Manning (Rosalind Draco), Joe Patridge (Bix), Francisco Ortega (Pardo), Mary Lu Stevens (Diane), Pat McCaffrie (barista), Michael Barrier (Jimmy Draco), Bill Cord (Benson), Dick Crockett (Woods), Adam West (Dave Owens)

## The Trouble with Ernie
- Prima trasmissione: 21 aprile 1961
- Regia: Robert Butler
- Sceneggiatura: Stanford Whitmore

### Trama
Quando un'artista, a causa di uno sbaglio, viene ucciso nello spogliatoio di un'arena per il nuoto, la polizia tenta di scoprire chi vorrebbe uccidere la prossima vittima designata, un popolare eroe di guerra trasformato in intrattenitore. L'eroe è riluttante ad accettare la protezione della polizia, ma accetta di assumere Michael Shayne per aiutare la polizia a trovare possibili piste. Shayne scopre che l'assassino era un uomo armato assunto da un insospettabile potente.
- Interpreti: Meade Martin (Joe Demarest), Richard Banke (sergente McCord), Dick Shawn (Ernie Trask), Ronald Nicholas (Billy Jack Wells), Sue Randall (Marcella Colby), Paul Mazursky (Hal Olin), Victor Buono (Calder Lamont), Pilar Seurat (Josie), Ken Berry (Pipsqueak), Edmund Johnston (uomo squalo), Lynn Barton (cameriera), Bill Cord (Benson), Jack Richardson (rivenditore), Paul Kent (clown), Jim Sweeney (Flash), Harold J. Stone (Ross Colby)

## No Shroud for Shayne
- Prima trasmissione: 5 maggio 1961
- Regia: Walter Doniger
- Sceneggiatura: Don Brinkley

### Trama
Michael Shayne, rientrato da una battuta di pesca durata tre giorni, scopre di essere deceduto in un incidente aereo. Decide di rimanere "morto" in modo da poter indagare senza intralci sull'uomo che lo ha impersonato durante la sua assenza e scopre il coinvolgimento di un altro impostore, un ballerino di flamenco, alcuni sicari della mafia e un informatore che vuole aggirare le regole statali.
- Interpreti: Meade Martin (Joe Demerest), Richard Banke (sergente McCord), Rita Moreno (Myra), Grace Lee Whitney (Gloria), Gerald Gordon (Bolo), James Drury (Eddie), Arthur Malet (Mr. Bradford), Miguel Landa (José), Miranda Jones (Mrs. Tarvo), Margarita Cordova (ballerina di flamenco), John Mauldin (spedizioniere), Clark Allen (chitarrista)

## It Takes a Heap o' Dying
- Prima trasmissione: 12 maggio 1961
- Regia: Otto Lang
- Sceneggiatura: Don Brinkley

### Trama
I Palmer, una coppia appena sposata, acquistano una villa per le tasse arretrate e presto si trovano assaliti da strani vicini, intrusi e incidenti notturni su dossi artificialmente comparsi sull'asfalto. Quando un grande baule lasciato nel seminterrato dal precedente proprietario - un assassino accusato di omicidio - viene trovato vandalizzato, Fred Palmer assume Michael Shayne per indagare. Michael cerca di scoprire se i misteriosi avvenimenti hanno qualcosa a che fare con la scomparsa di una bella donna il cui ritratto è appeso sopra il camino.
- Interpreti: Richard Banke (sergente McCord), Jack Ging (Fred Palmer), Pamela Curran (Taffy Tobias), Bernard Kates (Dana Moon), Patrick Waltz (Burt Benedict), Sandra Warner (Helen Moon), Michael Keep (Jake Manners), Yvonne Craig (Nan Palmer)

## Dead Air
- Prima trasmissione: 19 maggio 1961
- Regia: Sidney Salkow
- Sceneggiatura: William Link, Richard Levinson

### Trama
Pat Marshall, un'amica di Lucy Carr, chiede aiuto a Michael Shayne poiché ha certezze che un popolare ventriloquo televisivo sul quale nutre una personale antipatia voglia uccidere il marito di Lucy, con il quale Pat è stata in passato coinvolta sentimentalmente.
- Interpreti: Audrey Dalton (Pat Marshall), John Gabriel (Tom Dennis), Dick Patterson (Ray Turner), Howard Smith (George Barton), Bill Cord (Bob), Mike Mason (Page), Danny Kulick (Paul Dennis), Nancy Wible (voce di Suzie-Q), Merry Anders (Ginger Dennis)
- Nota: In quest'ultimo episodio compare, in un ruolo di primo piano, Merry Anders, che tre anni prima interpretò Lucy Hamilton nell'episodio pilota della serie.